# Lochlyn Munro
Lochlyn Munro, all'anagrafe Richard Laughnlain Munro (Lac la Hache, 12 febbraio 1966), è un attore canadese.
Per i film, Munro è conosciuto soprattutto per i suoi ruoli in A Night at the Roxbury (1998), Scary Movie (2000), Freddy vs. Jason (2003) e White Chicks (2004). Per la televisione, è forse più noto per i suoi ruoli nella serie canadese Northwood, il dramma soprannaturale Charmed e la serie drammatica Riverdale.

## Biografia
Munro è nato il 12 febbraio 1966 a Lac la Hache, nella Columbia Britannica, e ha iniziato la sua carriera di attore dopo un grave infortunio sportivo che ha concluso il suo sogno di giocare a hockey su ghiaccio. Mentre suonava musica in vari club nei dintorni di Vancouver, Munro studiava recitazione e commedia. Munro ha ottenuto ruoli in vari progetti americani come 21 Jump Street (1987) e Wiseguy (1987).

## Televisione
Nel 1999 Munro ha recitato nel ruolo ricorrente di Jack Sheridan durante la seconda stagione di Charmed. È anche apparso in Without A Trace, CSI, CSI: Miami e CSI: NY interpretando tre personaggi diversi. È apparso in "Pride Before the Fall", il centesimo episodio di Andromeda.
Nel 2017, Munro ha iniziato il ruolo ricorrente di Hal Cooper su The CW nella serie tv, Riverdale.

## Vita privata
Attualmente divide il suo tempo tra Vancouver e Los Angeles.

## Filmografia parziale
- Uomini al passo (Cadence), regia di Martin Sheen (1991)
- Run, regia di Geoff Burrowes (1991)
- Gli spietati (Unforgiven), regia di Clint Eastwood (1992)
- Il ragazzo pon pon (Anything For Love), regia di Michael Keusch (1992)
- Cose preziose (Needful Things), regia di Fraser Clarke Heston (1993)
- Digger, regia di Rob Turner (1993)
- Wagons East!, regia di Peter Markle (1994)
- I cavalieri interstellari (Trancers 4: Jack of Sword), regia di David Nutter (1994)
- Ski Hard, regia di David Mitchell (1996)
- High Voltage, regia di Isaac Florentine (1997)
- Dead Man On Campus, regia di Alan Cohn (1998)
- A Night at the Roxbury, regia di John Fortenberry (1998)
- 2 Extra Days, regia di Gordon Currie (1998)
- Analisi di un delitto (A Murder of Crows), regia di Rowdy Herrington (1999)
- Camouflage - Professione detective (Camouflage), regia di James Keach (1999)
- Spin Cycle, diretto da Scott Marshall (2000)
- Screwed - Due criminali da strapazzo (Screwed), regia di Scott Alexander, Larry Karaszewski (2000)
- Scary Movie, regia di Keenen Ivory Wayans (2000)
- Duets, regia di Bruce Paltrow (2000)
- Dracula's Legacy - Il fascino del male (Dracula 2000), regia di Patrick Lussier (2000)
- Knight Club, regia di Russell Gannon (2001)
- Kill Me Later, regia di Dana Lustig (2001)
- Alaska - Sfida tra i ghiacci (Kevin of the North), regia di Bob Spiers (2001)
- PC and the Web, regia di Cristopher Chan (2001)
- Dying On the Edge, regia di William R. Greenblatt (2001)
- Pressure - Incubo senza fine (Pressure), regia di Richard Gale (2002)
- Global Heresy, regia di Sydney J. Furie (2002)
- Cose da maschi (A Guy Thing), regia di Chris Koch (2003)
- Net Games, regia di Andrew Van Slee (2003)
- Freddy vs. Jason, regia di Ronny Yu (2003)
- The Wild Guys, regia di William Gereghty (2004)
- The Keeper, regia di Paul Lynch (2004)
- White Chicks, regia di Keenen Ivory Wayans (2004)
- Dirty Love - Tutti pazzi per Jenny (Dirty Love), regia di John Mallory Asher (2005)
- Chasing Ghosts, regia di Kyle Dean Jakcson (2005)
- Final Move - Gioca o muori (Final Move), regia di Joey Travolta (2006)
- Behind the Smile, regia di Damian Wayans (2006)
- Gli scaldapanchina (The Benchwarmers), regia di Dennis Dugan (2006)
- Quel nano infame (Little Man), regia di Keenen Ivory Wayans (2006)
- Complete Guide to Guys, regia di Jeff Arch (2006)
- Hack!, regia di Matt Flynn (2007)
- Il campeggio dei papà (Daddy Day Camp) regia di Fred Savage (2007)
- Conciati per le feste (Deck the Halls), regia di John Whitesell (2007)
- L'arte della guerra 2 (The Art of War II: Betrayal), regia di Josef Rusnak (2008)
- Toxic, regia di Alan Pao (2008)
- Supercuccioli nello spazio (Space Buddies), regia di Robert Vince (2009)
- Dance Flick, regia di Damian Wayans (2009) - non accreditato
- Hansel e Gretel e la strega della foresta nera (Hansel & Gretel Get Baked), regia di Duane Journey (2013)
- Assalto a Wall Street (Assault on Wall Street), regia di Uwe Boll (2013)
- The Package, regia di Jesse V. Johnson (2013)
- Alligator X, regia di Amir Valinia (2010)
- Tomorrowland - Il mondo di domani (Tomorrowland), regia di Brad Bird (2015)
- Rampage - Giustizia capitale (Rampage: Capital Punishment), regia di Uwe Boll (2015)
- Go with Me - Sul sentiero della vendetta (Go with Me), regia di Daniel Alfredson (2015)
- The Unspoken, regia di Sheldon Wilson (2015)
- Badge of Honor, regia di Agustin (2015)
- Max 2 - Un eroe alla Casa Bianca (Max 2: White House Hero), regia di Brian Levant (2017)
- The Predator, regia di Shane Black (2018)
- Sniper - La fine dell’assassino (Sniper: Assassin's End), regia di Kaare Andrews (2020)
- Cosmic Sin, regia di Edward Drake (2021)
- Apex, regia di Edward Drake (2021)
- Margaux, regia di Steven C. Miller (2022)
- Detective Knight - La notte del giudizio (Detective Knight: Rogue), regia di Edward Drake (2022)
- Detective Knight - Giorni di fuoco (Detective Knight: Redemption), regia di Edward Drake (2022)
- Detective Knight - Fine dei giochi (Detective Knight: Independence), regia di Edward Drake (2023)
- Totally Killer, regia di Nahnatchka Khan (2023)

### Televisione
- I quattro della scuola di polizia (21 Jump Street) - serie TV, 4 episodi (1987-1990)
- Danger Bay - serie TV, episodio 6x02 (1989)
- Oltre la legge - L'informatore (Wiseguy) - serie TV, episodi 3x16, 3x20 (1990)
- Neon Rider - serie TV, episodio 1x20 (1990)
- Northwood - serie TV, 44 episodi (1991-1994)
- Blossom - serie TV, episodio 4x17 (1994)
- Highlander - serie TV, episodio 2x12 (1994)
- L'ultimo dei Mohicani (Hawkeye) - serie TV, 15 episodi (1994-1995)
- Maledetta fortuna (Strange Luck) - serie TV, episodio 1x04 (1995)
- Oltre i limiti (The Outer Limits) - serie TV, episodi 1x21, 7x22 (1995, 2002)
- I viaggiatori (Sliders) - serie TV, episodio 2x04 (1996)
- Viper - serie TV, episodio 2x06 (1996)
- Innocenti paure (Stand Against Fear), regia di Joseph Scanlan – film TV (1996)
- Two - serie TV, 9 episodi (1996-1997)
- Dead Man's Gun - serie TV, episodio 1x18 (1998)
- Poltergeist: The Legacy - serie TV, episodio 3x09 (1998)
- L'avvocato dell'assassino (I Know What You Did), regia di Chuck Bowman – film TV (1998)
- Welcome to Paradox - serie TV, episodio 1x07 (1998)
- JAG - Avvocati in divisa (JAG) - serie TV, episodi 5x01-5x02 (1999)
- Partners - serie TV, episodio 1x02 (1999)
- Streghe (Charmed)  7 episodi (1999-2000)
- Blacktop, regia di T.J. Scott - film TV (2000)
- La zona morta (The Dead Zone) - serie TV, episodio 2x11 (2003)
- CSI - Scena del crimine (CSI: Crime Scene Investigation) - serie TV, episodio 4x07 (2003)
- Detective Monk - serie TV, episodio 3x05 (2004)
- Dead Like Me - serie TV, episodio 2x03 (2004)
- Andromeda - serie TV, episodio 5x12 (2005)
- Las Vegas - serie TV, episodio 2x16 (2005)
- CSI: Miami - serie TV, episodio 3x16 (2005)
- Senza traccia (Without a Trace) - serie TV, episodio 3x17 (2005)
- NCIS - Unità anticrimine (NCIS) - serie TV, episodio 2x18 (2005)
- Eyes - serie TV, episodio 1x05 (2005)
- CSI: NY - serie TV, episodio 2x08 (2005)
- Smallville - serie TV, episodio 6x02 (2006)
- Love That Girl - serie TV, episodio 1x04 (2010)
- The Mentalist - serie TV, episodio 3x01 (2010)
- Castle - serie TV, episodi 3x16-3x17 (2011)
- Psych - serie TV, episodio 6x12 (2012)
- Hawaii Five-0 - serie TV, episodio 3x09 (2012)
- Burn Notice - Duro a morire (Burn Notice) - serie TV, episodio 6x18 (2012)
- Transporter: The Series - serie TV, episodio 1x05 (2012)
- True Justice - serie TV, 12 episodi (2012)
- King & Maxwell - serie TV, episodi 1x04-1x05 (2013)
- Longmire - serie TV, episodi 2x10-2x11 (2013)
- Lost Girl - serie TV, episodio 4x03 (2013)
- Cedar Cove - serie TV, episodio 1x15 (2013)
- Cracked - serie TV, episodio 2x02 (2013)
- Arrow - serie TV, episodio 2x17 (2014)
- Motive - serie TV, episodio 2x12 (2014)
- Scorpion - serie TV, episodio 1x08 (2014)
- Rizzoli & Isles  - serie TV, episodio 6x02 (2015)
- Beauty and The Beast - serie TV, episodio 3x06 (2015)
- Detective McLean - serie TV, episodio 1x10 (2015)
- Bones - serie TV, episodio 11x08 (2015)
- Diario di una nerd superstar (Awkward) - serie TV, episodi 5x07, 5x09 (2015)
- Chicago Med - serie TV, episodio 1x10 (2016)
- Lucifer - serie TV, episodi 1x05, 1x07-1x08 (2016)
- Ritrovarsi a San Valentino (While You Were Dating), regia di David Winning – film TV (2017)
- Senza riscatto (The Wrong Babysitter), regia di George Mendeluk - film TV (2017)
- Major Crimes - serie TV, episodi 5x10-5x21 (2017)
- Date My Dad - serie TV, episodio 1x01 (2017)
- Riverdale - serie TV, 41 episodi (2017-2023) - Hal Cooper
- The 5th Quarter - serie TV, episodio 3x05 (2018)
- Beyond - serie TV, 4 episodi (2018)
- The Murders - serie TV, episodio 1x01 (2019)
- SEAL Team - serie TV, episodi 2x16-2x17 (2019)
- Mystery 101 - serie TV, episodio 1x04 (2019)
- The Magicians - serie TV, episodio 5x05 (2020)
- The Good Doctor - serie TV, episodio 4x01-4x02 (2020)
- The Crosswords Mysteries - serie TV, episodio 1x04 (2021)
- Heartland - serie TV, episodio 14x09 (2021)
- Peacemaker - serie TV, 8 episodi (2022-in corso)

## Doppiatori italiani
Nelle versioni in italiano dei suoi lavori, Lochlyn Munro è stato doppiato da:
- Oreste Baldini in Streghe, Supercuccioli nello spazio, Supercuccioli - Un'avventura da paura
- Roberto Certomà in CSI: Miami, NCIS - Unità anticrimine, I circuiti dell'amore
- Stefano Alessandroni in Major Crimes, Senza riscatto, The Good Doctor
- Alessio Cigliano in Castle, Reacher, Fire Country
- Riccardo Lombardo in Detective Knight - La notte del giudizio, Detective Knight - Fine dei giochi, Detective Knight - Fine dei giochi
- Emiliano Coltorti in Scary Movie, Duets
- Riccardo Rossi in White Chicks, Quel nano infame
- Lorenzo Scattorin in Go With Me, Garage Sale Mistery: I delitti del vaso di Pandora
- Tony Sansone in Disquiet, Buddy Games: Spring Awakening
- Alessandro Quarta in Gli spietati
- Manfredi Aliquò in L'avvocato dell'assassino
- Sergio Luzi ne Il ragazzo pon pon
- Luigi Ferraro in A Night at the Roxbury
- Simone D'Andrea in Camouflage - Professione detective
- Mauro Gravina in Freddy vs Jason
- Giuliano Bonetto in CSI: NY
- Francesco Pezzulli in Detective Monk
- Edoardo Stoppacciaro in Smallville
- Vittorio De Angelis ne L'arte della guerra 2
- Francesco Meoni in Psych
- Giulio Pierotti in Hawaii Five-0
- Fabrizio Vidale in Burn Notice - Duro a morire
- Saverio Indrio in Lucifer
- Fabrizio Temperini in Riverdale
- Emilio Mauro Barchiesi ne In the Name of the King 2: Two Worlds
- Domenico Strati in Assalto a Wall Street
- Alberto Angrisano in Motive
- Stefano Billi in Rampage - Giustizia capitale
- Antonio Palumbo in Detective McLean
- Massimo Bitossi in Bones
- Matteo Brusamonti in Sniper - La fine dell'assassino
- Franco Mannella in Peacemaker
- Ruggero Andreozzi in Margaux